# 230. п. н. е.

## Смрти
- Илирски краљ Агрон